# Nokia 8210

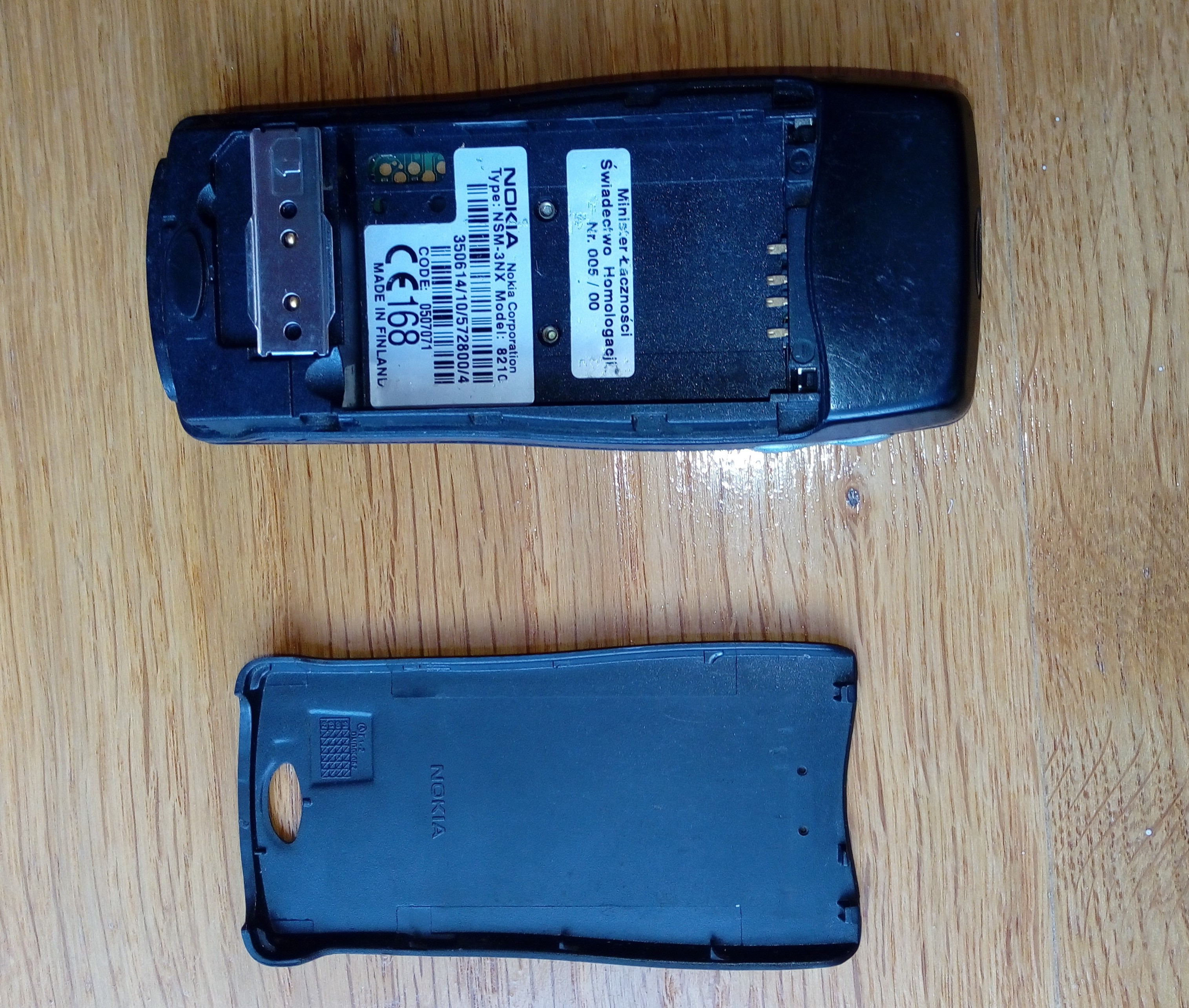

Nokia 8210 – telefon komórkowy produkowany przez firmę Nokia. W modelu tym postawiono na design oraz łatwą możliwość dostosowania wyglądu. Nokia 8210 znana jest także pod nazwami Nokia 8250 (rynek azjatycki) oraz Nokia 8290 (rynek amerykański). Model ten miał duże zainteresowanie ze względu na swój wygląd i cenę która nie przekraczała 1000 zł.

## Warianty

### Warianty GSM – Nokia 8250 i 8290
Dostępna w pierwszym kwartale 2001 roku Nokia 8250 jest odmianą telefonu Nokia 8210 przeznaczoną na rynek Azji i Pacyfiku, która ma nieco inny wygląd i niebieskie podświetlenie, a także obsługę E-GSM (rozszerzenie częstotliwości GSM). Inną wersją telefonu Nokia 8210 jest Nokia 8290 przeznaczona na rynek Północnoamerykański w której użyto jednopasmowe GSM-1900.

### Warianty D-AMPS (TDMA)/AMPS – Nokia 8260, 8265 i 8265i
Nokia 8260 to odmiana modelu 8290 zaprojektowanego dla sieci IS-136 "TDMA"/AMPS w Ameryce Północnej. 8260 ważący zaledwie 96 g jest nieco cięższy i większy od modelu 8290, który waży jedynie 79 g. W przeciwieństwie do Nokii 8290, 8260 nie posiada funkcji wybierania głosowego, portu podczerwieni i wymiennej obudowy. Telefon Nokia 8265 jest zmodernizowaną wersją modelu 8260, który ma unowocześniony wygląd. Nowe funkcje obejmują przesyłanie wiadomości i białe podświetlenie. Nokia 8265i posiada przeglądarkę WAP i zmianę podświetlenia na kolor niebieski.

### Wariant CDMA2000 – Nokia 8270
Nokia 8270 jest pokrewnym modelem CDMA2000 o podobnej konstrukcji do modelu azjatyckiego 8250. Działa na częstotliwości CDMA2000 1900. Podobnie jak 8250, ma niebieskie podświetlenie, jednak nie ma portu podczerwieni. W swoim czasie ten telefon był wielkim hitem dla wielu ludzi. W Nowej Zelandii i Australii był znany jako "Nokia-Blue" ze względu na podświetlenie. Na początku lat 2000 w Australii i Nowej Zelandii model ten miał kultowy status ze względu na swój niewielki rozmiar i podświetlenie.

## Pamięć
W pamięci telefonu możemy zapisać 250 pozycji. Ewentualnie do przechowywania danych kontaktowych możemy wykorzystać kartę SIM (pojemność pamięci zależy od karty SIM). Kalendarz może pomieścić do 50 notatek.

## Zarządzanie połączeniami
Telefon ma funkcję szybkiego wybierania, w której użytkownik może przypisać nazwę do każdego klawisza na klawiaturze (z wyjątkiem 1, który jest używany do dzwonienia na pocztę głosową). Wybieranie głosowe numerów można również wykorzystać przypisując do 8 znaków głosowych. Wszystkie zarejestrowane, odebrane i nieodebrane połączenia są rejestrowane, a połączenia można przekierowywać.

## Wiadomości
Telefon posiada funkcję wysyłania i odbierania SMS-ów (od ang. Short Message Service) z metodą słownikową i obsługą głównych języków europejskich. Wiadomości mogą mieć maksymalnie 160 znaków. Kompatybilne telefony mogą wysyłać i odbierać wiadomości obrazkowe. Nokia 8210 nie miała słownika T9 co dla niektórych było utrudnieniem. Nie posiadała też własnej pamięci przez co użytkujący zmuszony był do usuwania odebranych i wysłanych wiadomości.

## Bezprzewodowa transmisja danych
W lewym dolnym rogu telefonu umieszczono port podczerwieni (IrDA od ang. Infrared Data Association), który może być wykorzystany m.in. do przesyłania komunikacji z kompatybilnym komputerem lub drukarką. Ponadto może być używany do przesyłania notatek, numerów telefonów lub wizytówek między kompatybilnymi telefonami, a także może być używany do gry w trybie dla dwóch graczy z innym obsługiwanym telefonem np. Snake. Dane przesyłane są z szybkością 9,6 kilobitów na sekundę.

## Ustawienia
Model posiada pięć profili: ogólny, milczy, pager, na dworze i spotkanie. Informacje o połączeniu telefon przekazuje poprzez dźwięk dzwonka, podświetlenie ekranu czy sygnał wibracjami. W nokii mamy do wyboru 40 różnych dzwonków.

## Pozostałe dane
Telefon waży 79 g (z baterią litową-jonową Li-Ion) i ma długość 101,5 mm, 44,5 mm szerokości i 17,4 mm grubości. Ma zielony monochromatyczny wyświetlacz LCD (od ang. liquid-crystal display) (klawiatura również jest podświetlona na zielono). Głośność ma 10 poziomów i jest regulowana za pomocą szarego przycisku umiejscowionego w lewym górnym rogu telefonu. Ponadto do telefonu dołączana jest ładowarka i zestaw słuchawkowy. Nokia 8210 używa GSM 900/1800 i obsługuje rozszerzone pasmo GSM 900 (E-GSM) a także może automatycznie przełączać się między nimi. W tym modelu znajdziemy 4 gry: Memory, Snake, Logic i Rotation. Telefon posiadał kilka wad konstrukcyjnych między innymi tendencję do "zanikania ekranu" a przez to cyfry na wyświetlaczu stały się tak słabe, że nie można ich było odczytać.